# 趙燕俠
赵燕侠（1928年3月1日—2025年3月19日），女，河北武清人，京剧表演艺术家、老文艺一级演员、第二批国家级非物质文化遗产项目京剧代表性传承人。京剧旦角“赵派”艺术创始人，中国共产党党员。她的唱念咬字清晰，观众不看字幕能听清楚唱词。其次，她将表演与唱结合，身体动作、面部表情与演唱并用，形成特有的舞台魅力。主要代表作品有《大英杰烈》、《红梅阁》、《红娘》、《辛安驿》、《碧波仙子》、《白蛇传》和现代京剧《芦荡火种》（后来的样板戏《沙家浜》）等。

## 演艺经历
赵燕侠出身梨园世家，但家境贫寒，少年时跟随搭班唱戏的父亲赵筱楼在多地演出。1934年，在武汉天声戏院，她第一次登台演出《三娘教子》里的薛倚哥。这次演出后，赵燕侠跟随演武生的父亲练功。赵筱楼对赵燕侠的训练是老式的非常严苛的方法，即赵燕侠出了错和演对了都挨打。
由于家境贫穷，赵燕侠想出不花钱的吊嗓子的方法。小口的坛子是她的工具，她把嘴对着坛口，用手捂住坛口和脸之间的缝隙，对着坛子练习念白。冬天，她对着冰练习，直到冰被从口里哈出的热气融化成坑。这些练习成就了她日后在舞台演出时，不用麦克风能将声音清晰地传送很远。
1941年，赵燕侠跟随父母到了北京，跟随当时已落魄的諸茹香学戏。
1942年，在七姑父的介绍下，赵燕侠拜荀慧生为师，由荀慧生弟子何佩华为她教戏。拜师后，赵家没有财力行拜师礼，即请宴席（赵燕侠在采访中提到要宴请200桌）和登报纸。
1943年，赵燕侠首次在北京登台，她主演了《十三妹》、《大英杰烈》、《翠屏山》，赵筱楼花重金聘请叶盛兰、马富禄、侯喜瑞为她配戏。作为女性演员，赵燕侠的武戏震惊了北京梨园行，比如在《大英杰烈》里，她身穿大靠连续做了12个鹞子翻身，三起三落。赵燕侠在三庆戏院的演出一炮而红。同年，赵家托荀慧生代请李凌枫教戏，其中包括《龙凤呈祥》。
在北京的演出成功后，上海天蟾舞台的老板看到赵燕侠的商业价值，用定金欺骗了赵家，赵燕侠被迫用赵紫绡的名字在上海演出。
1947年，赵燕侠组建燕鸣京剧社，在1955 年改为燕鸣京剧团。20世纪50年代戏改，赵燕侠的表演被批评为“低级趣味”、“庸俗”等。但是她在上海主演的《玉堂春》场场客满，周恩来评价该剧是中国的《复活》。
1960年，燕鸣京剧团被并入北京京剧团（现在的北京京剧院），赵燕侠与马连良、谭富英、张君秋、裘盛戎并列五大头牌。
1963年，北京京剧团排演田汉的剧本《白蛇传》。当时其他京剧演员的演出版本已经获得好评，赵燕侠决定演自己的版本。赵版的《白蛇传》在唱腔设计上不同于其他版本，比如在“盗仙草”不唱高拔子改唱二黄。导演张艾丁为了发挥赵燕侠的演唱特点，请田汉为白素贞增加唱段。赵燕侠向田汉提议，观众看完“断桥”后离场，最后一折“合钵”留不住观众，她请田汉在“合钵”增加演唱。于是田汉写了“小乖乖”，李慕良谱曲，赵燕侠声情并茂地唱出了满堂彩。
1964年，赵燕侠首演革命现代京剧《芦荡火种》（后改名为《沙家浜》），同年与马连良、裘盛戎、马富禄等根据同名话剧改编排演了现代京剧《杜鹃山》。
1976年，北京电影制片厂为赵燕侠拍摄了戏曲电影《红娘》、《辛安驿》。
1977年，赵燕侠重返舞台，与袁世海、李和曾主演了“文革”后全国第一部新编京剧《闯王旗》。
1980年，赵燕侠带领北京京剧院一团在美国10个城市进行12个星期的商业演出，剧目有《十八罗汉斗悟空》、《三岔口》、《雁荡山》、《拾玉镯》、《白蛇传》、《碧波仙子》。
1995年和1996年，中国戏剧家协会、北京市文化局、北京市文学艺术届联合会、北京戏剧家协会、戏剧电影报、武汉晚报、东方茶楼、中国银行北京分行等单位联合主办的“赵燕侠舞台生活60年”演出，赵燕侠分别在北京，天津，上海演出《白蛇传》、《玉堂春》等作为告别演出。

## 最后公开露面
2018年4月，北京京剧院主办“庆祝著名京剧表演艺术家赵燕侠先生诞辰90周年暨舞台生活85周年展演”。2017年12月赵燕侠出席了发布会。她发表感言，希望年轻演员好好学戏，观众看戏不容易，并亲自为《赵燕侠唱腔曲谱集》揭开盖布并赠送给学生。

## 曾任职务
1947年，赵燕侠挑班燕鸣京剧社
1960年，担任北京京剧团副团长，北京京剧院奠基人之一。
1979年，担任北京京剧院一团团长。
1981年，担任北京京剧院艺术委员会主任。
1986年，担任北京京剧院六团团长。

## 获奖
2003年获中国唱片社颁发的金唱片奖
2006年获中国文学艺术界联合会颁发的“表演艺术成就奖”
2011年获中国戏曲表演学会颁发的第五届中国戏曲表演“终身成就奖”
2023年获中国文学艺术界联合会、中国戏剧家协会颁发的“中国文联终身成就奖（戏剧）”

## 家庭
- 大祖父（爷爷的哥哥）：赵广顺，先唱京剧青衣，后改为场面上的打鼓佬（即乐队指挥）
- 祖父赵广义，京剧小生。
- 父亲：赵庆祥（艺名赵筱楼），京剧武生
- 姑姑：赵鸿英、赵美英，京剧演员
- 弟弟：赵元侠
- 丈夫：张钊，北京外交学院教师，毕业于中国人民大学研究生班，1983年9月15日逝世
- 女儿：张雏燕，京剧演员
- 儿子：张天冲[28]

## 弟子
学生有于月芝、赵道英、阎桂祥、齐淑芳等；熊明霞、朱虹在2016年正式拜师；吴昊颐、王晶在2017年正式拜师。